# Altporn

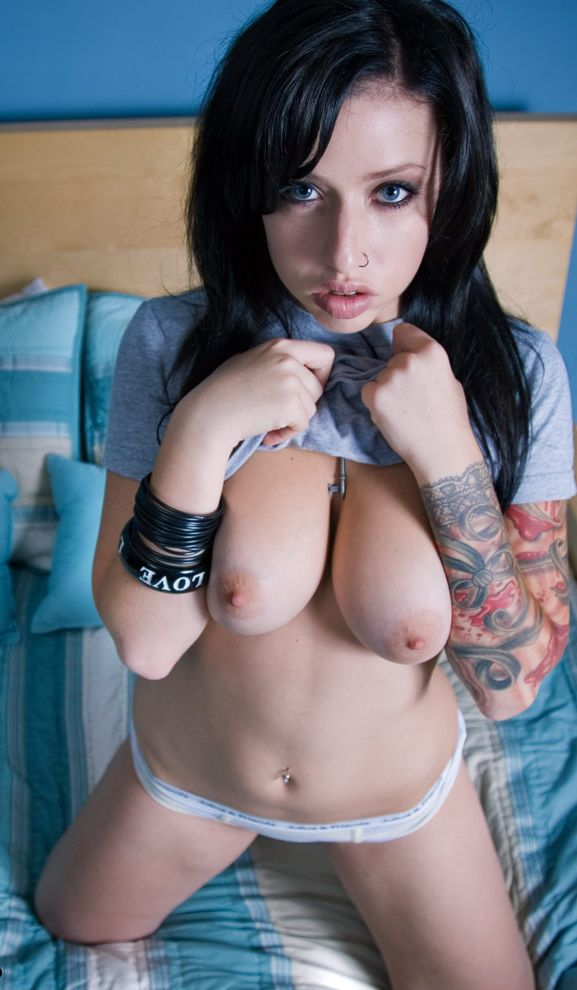
Sash Suicide

Altporn (també conegut com a alt-porn o alternaporn) és l'abreviatura de porno alternatiu (de l'anglès alternative porn). L'altporn es caracteritza pel fet que els seus protagonistes pertanyen a subcultures, habitualment sent gòtics, emos, punks o ravers, i és produït per petits estudis o directors. Els seus protagonistes solen tenir gran quantitat de tatuatges, piercings. De vegades també es denomina indie porn a l'altporn, paraula que es fa servir per a denominar a tota classe de pornografia independent.
Una de les principals actrius d'aquest gènere es diu Joanna Angel, coneguda pels seus bells tatuatges i per haver protagonitzat pel·lícules com Cum on my tattoo. El món d'altporn té també representació gay.